# Plaza Veteranos de Malvinas

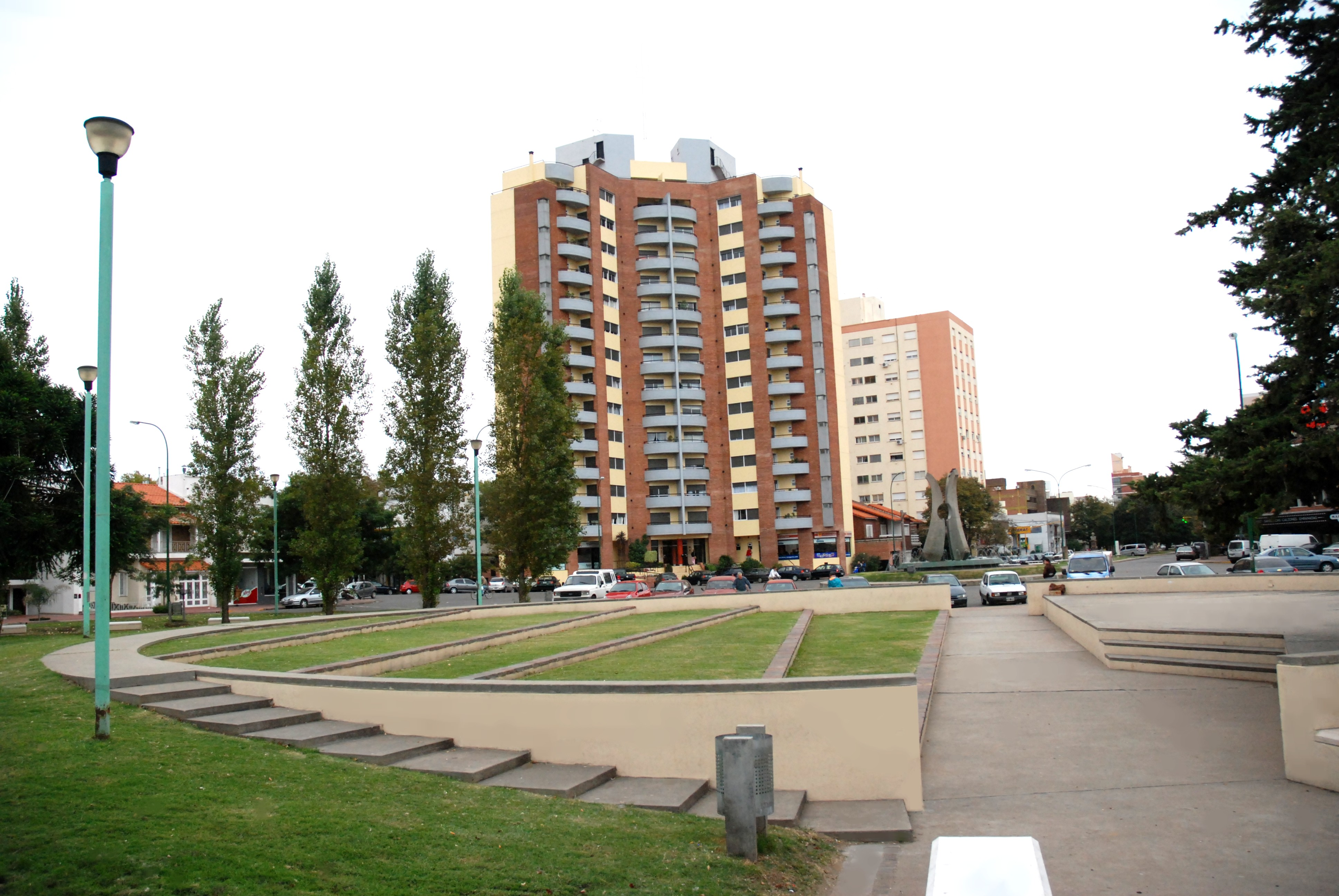
Plaza Veteranos de Malvinas.

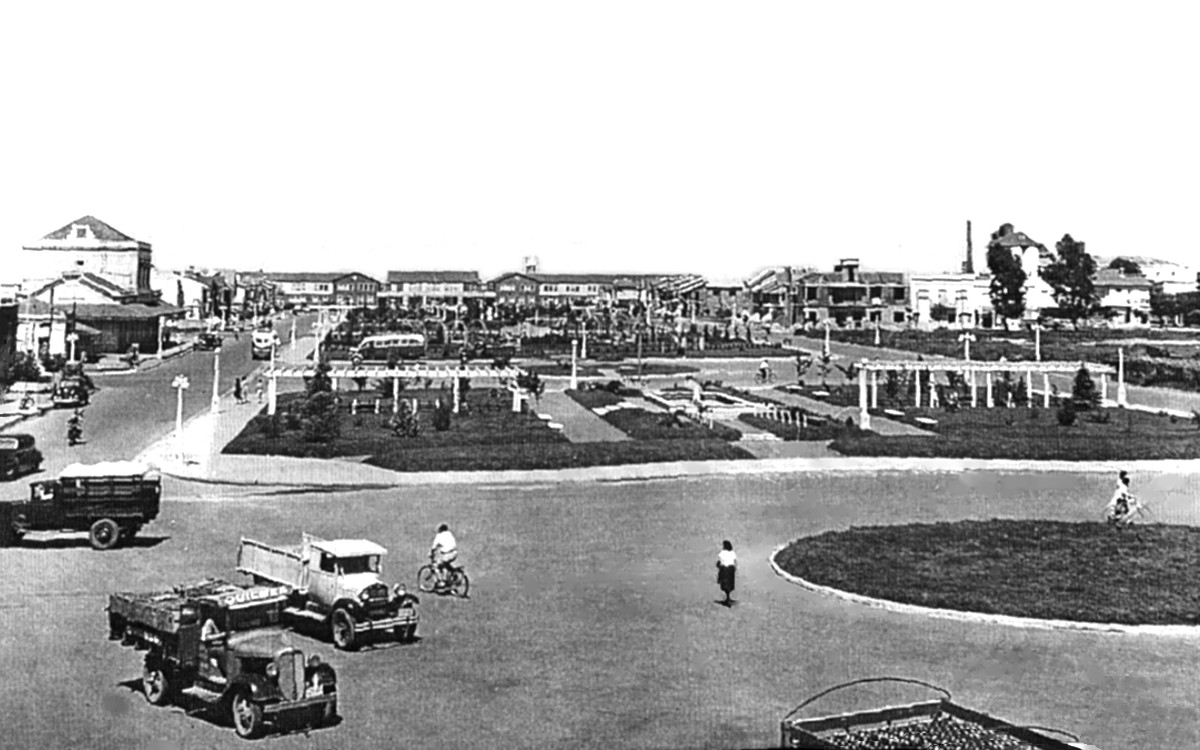
La plaza recién inaugurada, en 1950.

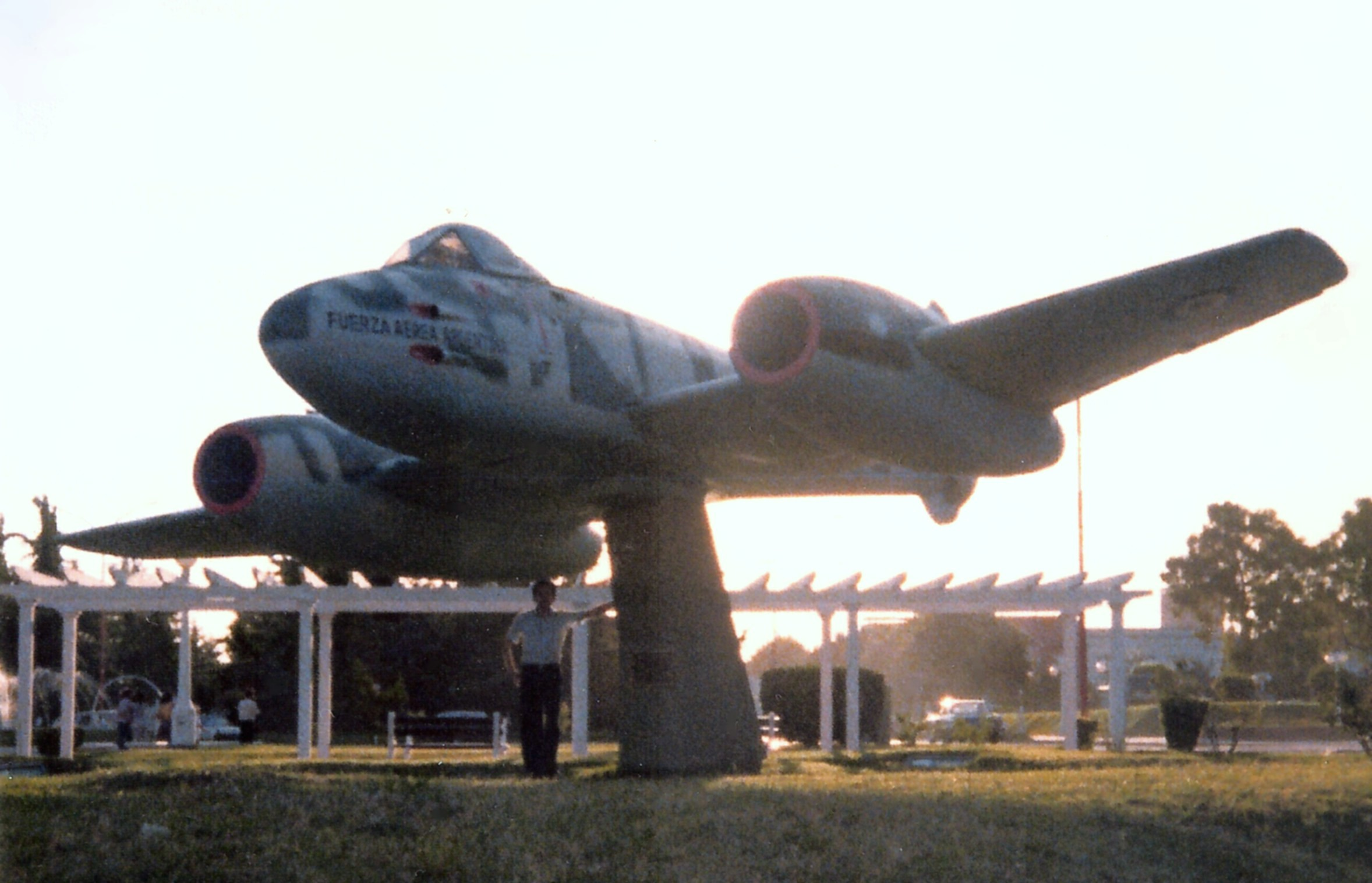
El avión Gloster Meteor estuvo en la plaza durante las décadas de 1980 y 1990.

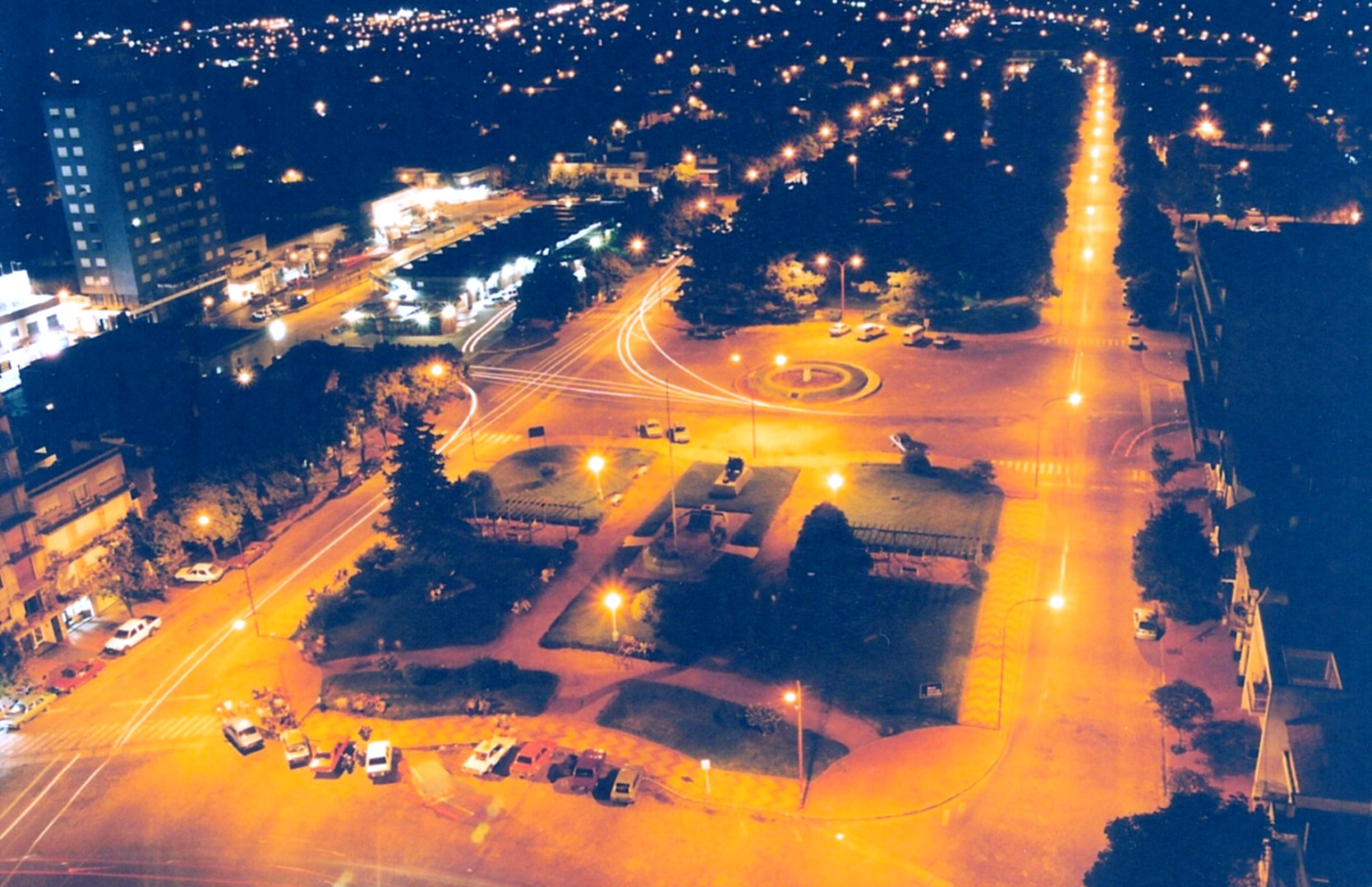
La plaza en 2004, antes de la remodelación.

La Plaza Veteranos de Malvinas es un espacio verde público de la ciudad de Junín, Argentina, ubicada en la Avenida San Martín entre las calles Roque Sáenz Peña y Rivadavia.

## Historia
Desde 1880, por el lugar donde hoy está la Avenida San Martín corrían las vías del Ferrocarril Oeste, que luego sería Central Argentino. Las vías terminaban donde hoy están los Colegios Nacional y Normal, y la estación estaba en el lugar donde hoy está la terminal de ómnibus. Dado que el Ferrocarril Buenos Aires al Pacífico tenía su propia estación y sus vías corrían prácticamente en forma paralela a escasos 300 m hacia el norte, en la década de 1930 se decidió unificar las estaciones y vías férreas. Se levantaron las vías del Central Argentino, comenzó la construcción de la Avenida San Martín y se procedió a lotear los terrenos linderos.
En 1950 se inauguró la avenida, que en el tramo que va desde Almafuerte hasta Sáenz Peña incluyó una serie de plazas. Una de ellas se denominó Fuerzas Armadas.
A fines de los años 70, durante la gestión del intendente de facto Roberto Antonio Sahaspé, se hizo una remodelación instalando un ancla, un cañón y un avión caza Gloster Meteor, representando a las tres fuerzas armadas: armada, ejército y fuerza aérea respectivamente.
En 2005, durante la gestión del intendente Mario Meoni, la plaza fue totalmente remodelada en el marco del concurso de ideas del área centro, cuyo objetivo es la generación de un lugar que permita el desarrollo de distintas actividades en el espacio público, tales como manifestaciones artísticas, música, danza y teatro. Se colocó un mástil de 16 m de alto para la ceremonia de izamiento de la bandera. El proyecto se complementó con forestación y parquización, y con la colocación de mobiliario urbano: bancos, cestos y luminarias.
En 2017 se le cambió el nombre a la plaza, pasando a llamarse "Veteranos de Malvinas" en homenaje a los combatientes de la Guerra de Malvinas de 1982.

## Características
Se encuentra en una de las zonas más bellas de Junín. Posee un espacio que funciona como escenario frente a gradas que se elevan suavemente, formando un anfiteatro. A un lado, se destaca el mástil de 16 metros con la gran bandera argentina.

## Ubicación
La plaza se encuentra en la Avenida San Martín entre las calles Sáenz Peña y Rivadavia. Está rodeada por los bellos chalets típicos de la zona, hacia el noroeste y sudeste. Al sudoeste se encuentra la Plaza España, flanqueada por la Plaza Sesquicentenario y la Terminal de Ómnibus. Al noreste se levantan la Fuente del Milenio, obra del artista Gyula Kosice, y la Torre San Martín.